# Videókamera

## Bevezetés

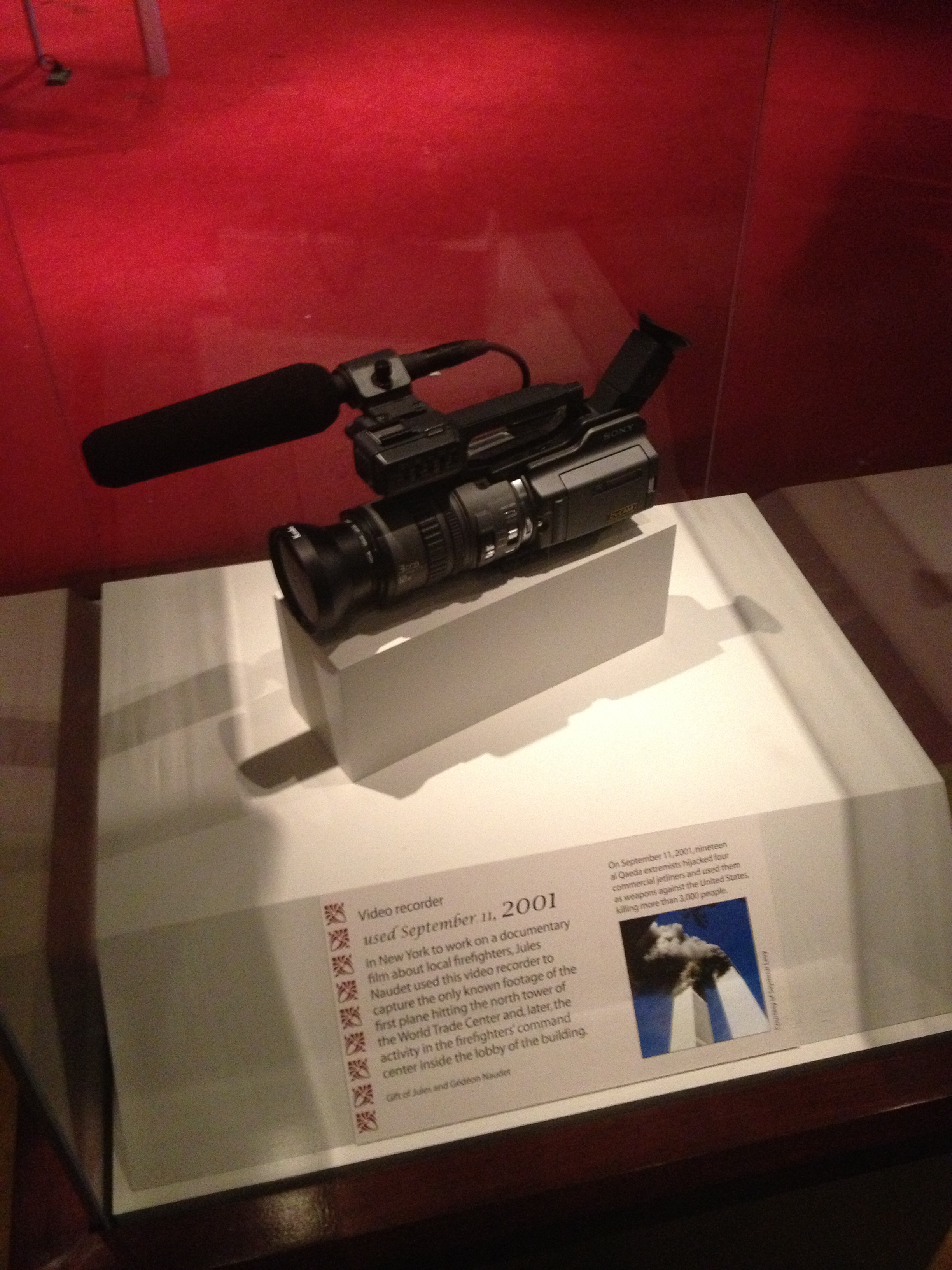
Videókamera

A kamera a camera obscura latin kifejezésből származó elnevezés, amelyet a magyar átvett filmfelvevő és videókamera értelemben, de újabban az angol hatására a fényképezőgép elnevezésére is használják.
A videókamera egy optikai lencsékből és fényvédett részből álló szerkezet. A lencsék egy zárszerkezeten keresztül képet vetítenek egy rögzítő felületre (CCD-re vagy CMOS-ra), mely az érkező fényt elektronikusan továbbítja/tárolja. Itt a rögzítés történhet analóg módon (kazettában lévő mágnesszalagra) vagy digitálisan (kazettában lévő mágnesszalagra, írható DVD-re, esetleg merevlemezre, mint egy számítógépnél). A felbontásuk még bőven a hagyományos kamerák alatt van, de néhány éven belül valószínűleg ez is megváltozik.

## Történelme
A videókamera elektronikusan rögzíti a mozgóképet. Kezdetben a televíziós iparban fejlesztették ki, de mára már teljesen elterjedt eszközzé vált. A legkorábbi videókamerák John Logie Baird tervei alapján egy elektromechanikus Nipkow-tárcsával készültek, melyekkel a BBC és a Német Posta kísérletezett az 1930-as években. A teljesen elektronikus videókamerákban már katódsugárcsöves rendszer volt (mint Vladimir Zworykin ikonoszkópjában és Philo T. Farnsworth kép disszektorában), mely 1940-re felülkerekedett a Baird rendszeren és széles körben használták egészen 1980-as évekig, amikor megjelent a szilárdtestű képérzékelő (CCD-k és később a CMOS active pixel sensor), mely megszüntette a cső technológiával kapcsolatos problémákat, ezzel egyszerűbbé és praktikusabbá téve a digitális videó munkafolyamatát.

## Kezdetek

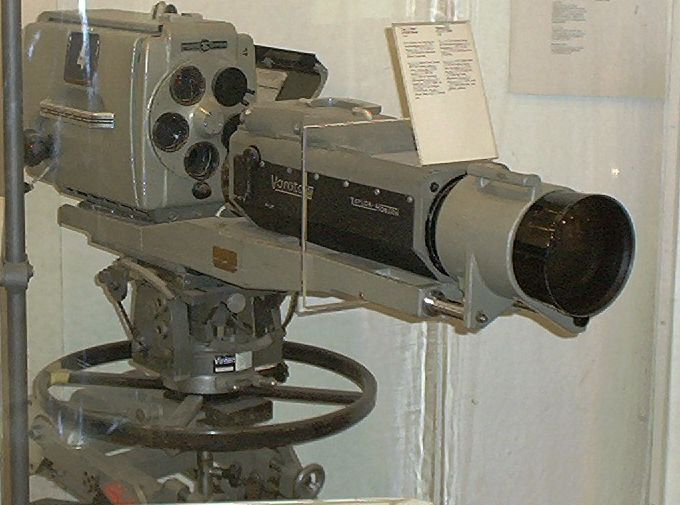
TV kamera

A videókamerát elsősorban két módon használták. Az első a korai (élő) műsorozásra volt jellemző, mikor a kamera a valós idejű képet mutatta a képernyőn, azonnal. Ez a módszer még napjainkban is létezik (legtöbbjük biztonsági okok / katonai / taktikai / ipari műveletek miatt fontos). A második mód terjedt el inkább manapság, amikor a képet egy tárolóeszközre (sok éven keresztül a videókazetta volt az elsődleges, de napjainkban már optikai adathordozókat használnak, pl. merevlemez, flash memória, szalag nélküli kamerák) rögzítik archiválási vagy további feldolgozási célokra. Ezt a rögzített formát használja a televíziós filmgyártás és egyéb felügyeleti feladatokhoz, ahol a felügyelet nélküli felvétel később szükséges lehet az elemzéshez.

## Videókamera fajták
A modern videókameráknak számos formája és célja van, amelyek közül nem mindegyik hasonlít egy korai televíziós kamerára.
- 1.	Szakmai videókamerák: a televíziótársaságok és filmstúdiók használják stúdiókameraként, a filmgyártásnál filmfelvevőgép a neve (digitális mozi)
- 2.	Kamera: amelyek egyesítik a kamera és a videómagnót vagy egyéb felvevő eszközt egy egységben (pl. mobil). Széles körben használják televíziós gyártásnál, házimozihoz, elektronikus hírgyűjtéshez. (pl. zseb videókamera)
- 3.	Biztonsági videókamerák: biztonság, felügyelet és/vagy ellenőrzési célokra alkalmazott videókamera. Kialakításuk miatt könnyen elrejthetőek. Képesek a felügyelet nélküli használatra. Gyakran ipari és tudományos célokra is használják! (pl. sugárzás, magas hő vagy mérgező vegyi anyagoknál)

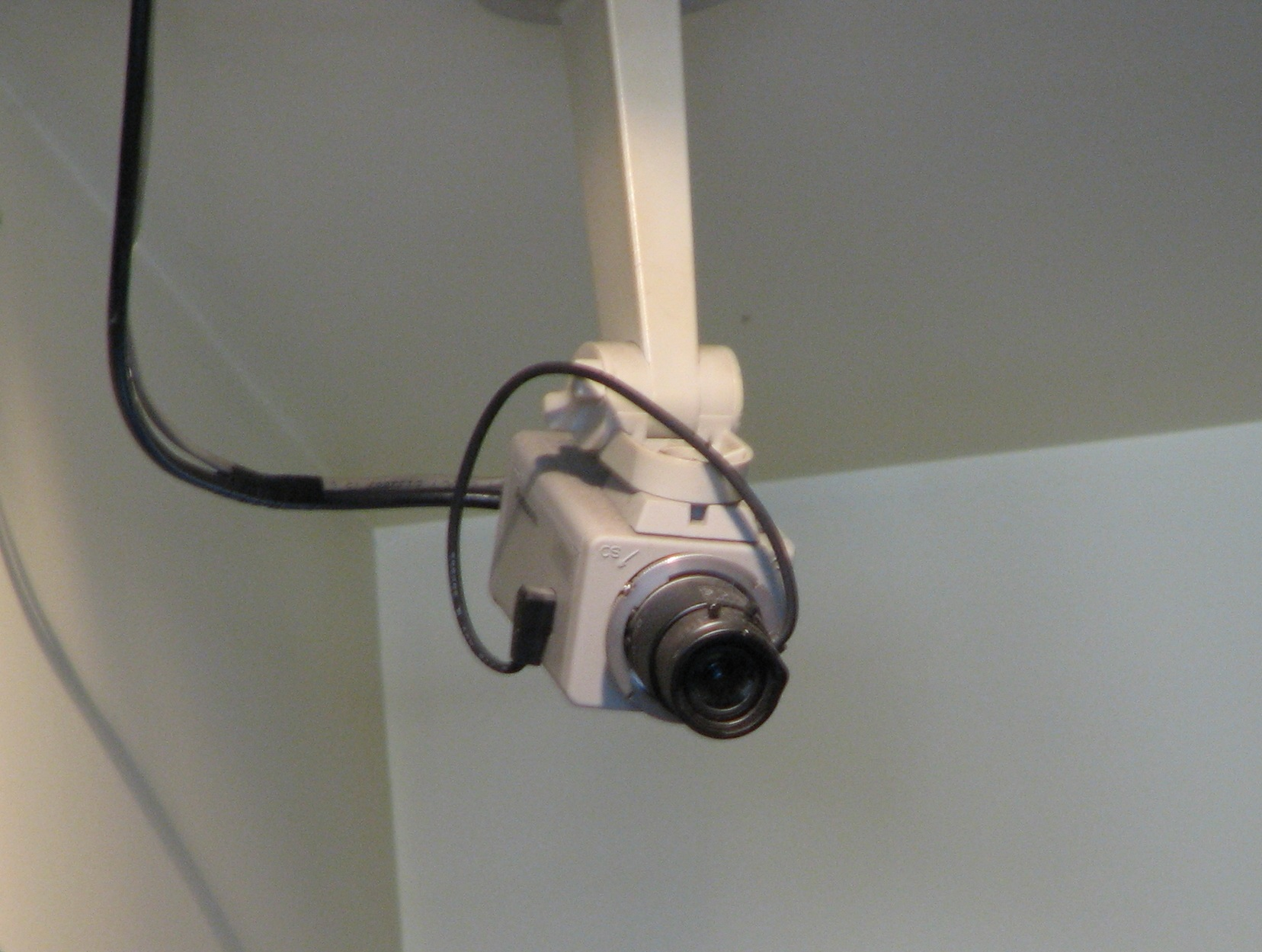
Biztonsági kamera

- 4.	Web kamera: olyan kamera, amely közvetít egy élőképet a számítógépen. Erre a célra a nagyobb videókamerák is használhatóak, bár szükség lehet egy analóg-digitális átalakítóra.

Webkamera

- 5.	A XXI. Századi videókamerák digitálisak, melyek átalakítják a jelet közvetlenül digitális kimenetre. Az ilyen kamerák gyakran kicsik, kisebbek, mint a biztonsági kamerák és a többségüket számítógépekbe és egyéb kommunikációs hardverekbe építik bele. (legfőképpen mobiltelefonokban, de használják egyéb analóg berendezésekben is.)
- 6.	Speciális rendszerek: tudományos kutatásoknál használt videókamerák (pl. műhold, űrjáró, mesterséges intelligencia és robotikakutatás). Gyakran a nem látható sugárzásra vannak hangolva, mint pl. infravörös fotózás (éjjellátó és hő érzékelő), röntgen (orvosi és csillagászati) használatra.